# Siêu thứ ba
Tại Hoa Kỳ, Siêu thứ ba hay Thứ ba trọng đại (tiếng Anh: Super Tuesday) thông thường được dùng để chỉ ngày thứ ba trong đầu tháng hai hay tháng ba của năm Bầu cử tổng thống Hoa Kỳ khi mà nhiều tiểu bang tổ chức Bầu cử sơ bộ tổng thống Hoa Kỳ nhất để chọn các đại biểu đến dự các đại hội đảng toàn quốc chọn ứng cử viên tổng thống. Trong mỗi đại hội sẽ có một ứng cử viên duy nhất được đảng mình chính thức đề cử ra tranh cử Tổng thống Hoa Kỳ. Vào ngày thứ ba này mỗi ứng viên trong đảng của mình sẽ có thể giành được rất nhiều đại biểu cho mình, hơn bất cứ một ngày bầu cử sơ bộ nào trong lịch trình bầu cử sơ bộ. Và nói đúng hơn là các ứng viên muốn tranh cử tổng thống theo truyền thống phải thu được kết quả tốt trong ngày thứ ba này để giành được quyền đề cử của đảng mình. Năm 2008, Siêu Thứ ba là nhằm ngày 5 tháng 2; 24 tiểu bang tổ chức bầu cử sơ bộ hoặc bầu cử theo hình thức "caucus" (hội nghị đảng viên) vào ngày này, với 52 phần trăm tổng số đại biểu của Đảng Dân chủ và 41 phần trăm tổng số đại biểu thuộc Đảng Cộng hòa được đưa ra để các ứng cử viên giành lấy để làm đại biểu cho mình trong các đại hội đảng toàn quốc.

## Lịch sử
Thuật ngữ "Siêu Thứ Ba" đã được dùng để chỉ các cuộc bầu cử sơ bộ tổng thống Hoa Kỳ ít nhất là từ năm 1984, như là ngày mà nhiều tiểu bang cùng tổ chức bầu cử sơ bộ tổng thống. Thật vậy, mùa bầu cử sơ bộ năm 1984 đã có ba ngày "Siêu thứ ba," kết thúc với ngày "Siêu thứ ba III", khi Walter Mondale cuối cùng giành được sự đề cử của Đảng Dân chủ.
Nhiều người lầm tưởng cho rằng thuật từ "Siêu thứ ba" được dùng đầu tiên trong các cuộc bầu cử sơ bộ xảy ra vào ngày 8 tháng 3 năm 1988 tại các tiểu bang miền nam Hoa Kỳ như Texas, Florida, Tennessee, Louisiana, Oklahoma, Mississippi, Kentucky, Alabama, và Georgia cho đến ngày bầu cử Tổng thống Hoa Kỳ vào tháng 11 năm 1988. Những đảng viên Đảng Dân chủ Hoa Kỳ nảy sinh ra ý nghĩ về một cuộc bầu cử sơ bộ vùng trong một nỗ lực đề cử một ứng cử viên ôn hòa mà có thể đại diện một cách gần gũi hơn đối với những quan tâm của họ. Kế hoạch của họ sau đó thất bại khi Jesse Jackson, Al Gore, và Michael Dukakis tách các ngày bầu cử sơ bộ Siêu thứ ba. Kể từ đó, các tiểu bang đặc biệt này đã tổ chức bầu cử sơ bộ vào các ngày Siêu thứ ba khác nhau từ năm này qua năm khác. Các ngày "Siêu thứ ba" đã xảy ra vào những ngày như sau: 10 tháng 3 năm 1992; 12 tháng 3 năm 1996; 7 tháng 3 năm 2000; và 2 tháng 3 năm 2004. Năm 2000, 16 tiểu bang tổ chức bầu cử sơ bộ vào ngày Siêu thứ ba, ngày có đông bầu cử sơ bộ nhất trong lịch sử Hoa Kỳ.
Chiến thắng thuyết phục vào ngày Siêu thứ ba thường gia tăng cơ hội cho các ứng cử viên giành được sự đề cử của đảng mình. Trong khi bầu cử sơ bộ tại Iowa và New Hampshire nhận được nhiều sự quan tâm theo dõi của giới báo chí bởi vì các cuộc bầu cử này là các cuộc bầu cử sơ bộ đầu tiên, tuy nhiên các cuộc bầu cử sơ bộ đó thường hay bị chỉ trích vì đó là bầu cử sơ bộ tại các tiểu bang nhỏ, không thể được coi là đại diện cho toàn thể Hoa Kỳ. Vì các cuộc bầu cử sơ bộ trong ngày Siêu thứ ba được tổ chức tại một số đông các tiểu bang thuộc các vùng miền địa dư và đa dạng xã hội khác nhau của quốc gia, ngày Siêu thứ ba có thể được xem là sự thử sức đầu tiên trong phạm vi quốc gia của một ứng viên tranh cử tổng thống. Năm 1992, sau khi thua các cuộc bầu cử sơ bộ đầu tiên, đảng viên Đảng Dân chủ là Bill Clinton đã lộ diện như một ứng viên "trở về từ cõi chết" khi ông giành lấy thắng lợi thuyết phục trong một số cuộc bầu cử sơ bộ ở miền nam Hoa Kỳ vào ngày Siêu thứ ba. Clinton sau cùng tiến đến giành được sự đề cử của Đảng Dân chủ và sau đó đắc cử tổng thống. Năm 1996, đảng viên Đảng Cộng hòa là Bob Dole giành chiến thắng vẻ vang trong ngày Siêu thứ ba và nó đã giúp ông giành được sự đề cử của Đảng Cộng hòa. Năm 2000, Al Gore thuộc Đảng Dân chủ và George W. Bush thuộc Đảng Cộng hòa cầm chắc được sự đề cử của đảng mình nhờ vào chiến thắng của họ trong ngày Siêu thứ ba, và cả hai sau đó được đảng của mình đề cử. Năm 2000, có khoảng 81% tổng số đại biểu của Đảng Dân chủ và 18% tổng số đại biểu Đảng Cộng hòa cần giành được để cầm chắc quyền đề cử trong ngày Siêu thứ ba.

## Thay hình đổi dạng của ngày Siêu thứ ba
Để gia tăng thêm tầm quan trọng của lá phiếu của mình, nhiều tiểu bang đã dời ngày bầu cử sơ bộ của họ đến ngày thứ ba 5 tháng 2 năm 2008. Vì có nhiều cuộc bầu cử sơ bộ trong ngày này nên nó được gọi là "Siêu thứ ba." Giới báo chí còn gọi ngày này với những tên gọi khác nhau như "Giga Tuesday," "Mega Giga Tuesday," "Tsunami Tuesday" hay thậm chí là "Super Duper Tuesday." Tuy nhiên thuật từ "Siêu thứ ba" được dùng nhiều nhất.

## 2016
Siêu thứ ba của năm 2016 sẽ được tổ chức vào ngày 1 tháng 3. Các tiểu bang tổ chức bầu cử sơ bộ vào ngày này gồm có Alabama, Alaska (Republican), American Samoa (Democratic), Arkansas, Colorado, Democrats abroad, Gruzia, Massachusetts, Minnesota, Oklahoma, Tennessee, Texas, Vermont, Virginia, và Wyoming (Republican).
Trong cuộc bầu cử sơ bộ của đảng Dân chủ, Bernie Sanders thắng Colorado, Minnesota, Oklahoma, và Vermont; Hillary Clinton thắng tại 7 tiểu bang còn lại, Alabama, Arkansas, Georgia, Massachusetts, Tennessee, Texas và Virginia. Clinton đã nhận được 417 đại biểu, trong khi Sanders nhận được 230. Clinton hiện có 634 so với Sanders 367.
Trong cuộc bầu cử sơ bộ của đảng Cộng hòa, Donald Trump chiến thắng tại Alabama, Alaska, Arkansas, Georgia, Massachusetts, Tennessee, Vermont, và Virginia; Ted Cruz tại Oklahoma và Texas; và Marco Rubio tại Minnesota. John Kasich và Ben Carson cũng tranh cử, nhưng không giành được bất kỳ tiểu bang nào. Số đại biểu hiện thời như sau: Trump 304, Cruz 160, Rubio 110, Kasich 27 và Carson 9.
Để được đảng mình đưa ra tranh cử, ứng cử viên đảng Cộng hòa phải giành được 1237 đại biểu, còn đảng Dân chủ 2383.